# Вьетнамская система мер
Вьетнамская система мер (вьет. hệ đo lường Việt Nam, хе до лыонг вьет нам) — одна из традиционных систем мер, которая широко использовалась во Вьетнаме до перехода на метрическую в 1963 году. Основная единица длины — тхыок (вьет. thước, тьы-ном 𡱩, «линейка») или сить (вьет. xích, тьы-ном 尺, от чи). Названия некоторых старых единиц стали использоваться для метрических: к примеру, тхыоком называют метр, а другие были заменены переводом имперских единиц, в частности, английская миля (вьет. dặm Anh, замань).

## Историческая справка
Во Вьетнаме использовалось множество разных «тхыоков», согласно Хоанг Фе (1988), до 1890 года существовало по крайней мере два «тхыока», тхыок та (вьет. thước ta, «наша линейка»), также назывался тхыок мок (вьет. thước mộc, деревянная линейка), равный 0,425 метра, и тхыок до вай (вьет. thước đo vải, «линейка для тканей), 0,645 метра. Согласно историку Нгуен Динь Дау, чыонг сить и дьен сить оба равнялись 0,4664 метра, а по мнению Фан Тхань Хай (вьет. Phan Thanh Hải) существовало три тхыока: тхыок до вай (вьет. thước đo vải, 0,6—0,65 м); тхыок до дат (вьет. thước đo đất, «линейка для земли», 0,47 м); тхыок мок (вьет. thước mộc, 0,28—0,5 м).
Когда Франция колонизировала Индокитай, Кохинхина была переведена на метрическую систему, а Аннам и Тонкин пользовались мерами тхыок до дат (вьет. thước đo đất) или дьен сить (вьет. điền xích), равными 0,47 м. В 1897 году, 2 июня, генерал-губернатор Поль Думер выпустил декрет о том, что в Тонкине с 1 января 1898 все вариации тхыока унифицируются в тхыок та, равный 0,40 метрам. Аннам остался на старых единицах площади, таким образом, единицы длины и площади, соответственно, стали там в 4,7/4 и (4,7/4)² раза больше, чем в Тонкине.

## Единицы длины
Приведённая таблица иллюстрирует меры длины во Вьетнаме начала XX века, она основана на справочнике Всемирной комиссии по статистике.
| Вьетнамский и тьы-ном                                                | Традиционный номинал | Соотношение с другими мерами | Современный номинал | Современное соотношение с другими мерами |
| -------------------------------------------------------------------- | -------------------- | ---------------------------- | ------------------- | ---------------------------------------- |
| чыонг (вьет. trượng, тьы-ном 丈)                                     | 4 метра              | 2 нгы = 10 тхыок             |                     |                                          |
| нгу (вьет. ngũ, тьы-ном 五)                                          | 2 метра              | 5 тхыок                      |                     |                                          |
| тхыок (вьет. thước, тьы-ном 尺), также сить (вьет. xích, тьы-ном 尺) | 40 см                | 10 тэк                       | 1 м                 | 10 тэк                                   |
| так (вьет. tấc, тьы-ном 𡬷)                                          | 4 см                 | 10 фан                       | 10 см               | 10 фан                                   |
| фан (вьет. phân, тьы-ном 分)                                         | 4 мм                 | 10 ли                        | 1 см                | 10 ли                                    |
| ли (вьет. ly/li, тьы-ном 釐)                                         | 0,4 мм               | 10 хао                       | 1 мм                |                                          |
| хао (вьет. hào, тьы-ном 毫)                                          | 0,04 мм              | 10 ти                        |                     |                                          |
| ти (вьет. ti, тьы-ном 絲)                                            | 4 мкм                | 10 хот                       |                     |                                          |
| хот (вьет. hốt, тьы-ном 忽)                                          | 0,4 мкм              | 10 ви                        |                     |                                          |
| ви (вьет. vi, тьы-ном 微)                                            | 0,04 мкм             |                              |                     |                                          |

Примечания:
- Тхыок также называется тхыок та (вьет. thước ta), чтобы отличать от метра (вьет. thước tây, тхыок тай). Тхыок также используется для измерения площади.
- Согласно справочнику ООН[7], в некоторых районах страны используется чыонг, равный 4,7 м. Согласно Хоанг Фе[11], чыонг имел два значения: 10 чи (около 3,33 м) и 4 тхыок мок (вьет. thước mộc, около 1,70 м).
- «Так» также встречается в варианте тук (вьет. túc)[12]. Согласно справочнику ООН, в некоторых регионах 1 тэк равен 4,7 см[7].

Другие единицы:
тяй вай (вьет. chai vai)
1 тяй вай = 14,63 м;
дам (вьет. dặm)
согласно Хоанг Фе, 1 дам = 444,44 метрам; согласно Винь Као (вьет. Vĩnh Cao) и Нгуен Фо (вьет. Nguyễn Phố) (2001), 1 дам = 1800 сить, то есть, 576 метров
ли (вьет. lý/lí)
Согласно Винь Као и Нгуен Фо (2001), существует два вида «ли»: конг ли (вьет. công lý) и тхи ли (вьет. thị lý), более традиционная единица, равная 1562,55 сить.
sải

## Единицы площади
| Вьетнамский и тьы-ном                                             | Традиционный номинал | Соотношение с другими единицами | Размеры           | Аннамская величина |
| ----------------------------------------------------------------- | -------------------- | ------------------------------- | ----------------- | ------------------ |
| мау (вьет. mẫu, тьы-ном 畝)                                       | 3600 м²              | 10 шао                          |                   | 4970 м²            |
| шао (вьет. sào, тьы-ном 巢)                                       | 360 м²               | 10 мьенг                        |                   | 497 м²             |
| мьенг (вьет. miếng)                                               | 36 м²                |                                 | 3 нгу × 3 нгу     |                    |
| сить (вьет. xích, тьы-ном 尺) или тхыок (вьет. thước, тьы-ном 𡱩) | 24 м²                | 10 тэк                          |                   | 33 м²              |
| тхан (вьет. than)                                                 | 4 м²                 |                                 | 1 нгу × 1 нгу     |                    |
| так (вьет. tấc, тьы-ном 𡬷) или тхон (вьет. thốn, тьы-ном 寸)     | 2,4 м²               | 10 фан                          |                   | 3313,5 м²          |
| фан (вьет. phân)                                                  | 0,24 м²              |                                 |                   |                    |
| о (вьет. ô) или ге (вьет. ghế)                                    | 0,16 м²              | 10 кхэу                         | 1 тхыок × 1 тхыок |                    |
| кхау (вьет. khấu)                                                 | 0,016 м²             |                                 |                   |                    |

Примечания
- Аннамские единицы площади в (4,7/4)² раза больше, так как единицы длины в Аннаме больше в 4,7/4 раза.
- Согласно справочнику ООН, фан может записываться и как phân, и как phấn[7].
- «Шао» (вьет. sào) также называется cao[16]. В Тонкине и Аннаме отличаются определения «шао».

Прочие единицы:
конг (вьет. công), также конг дат (вьет. công đất)
использовался для описания лесистых площадей, обычно в юго-западном Вьетнаме, эквивалентен 1000 м².
дам вуонг (вьет. dặm vuông)
Равен площади квадрата 1 дам × 1 дам.

## Единицы объёма
| Вьетнамский и тьы-ном                                            | Традиционный номинал | Соотношение с другими единицами | Размеры                  | Примечания                               |
| ---------------------------------------------------------------- | -------------------- | ------------------------------- | ------------------------ | ---------------------------------------- |
| хок (вьет. hộc, тьы-ном 斛)                                      | 16 м³                | 10 лэ                           | 10 нгу × 1 нгу × 1 тхыок | 1 хок неочищенного риса ≈ 60 л           |
| мьенг (вьет. miếng)                                              | 14.4 м³              |                                 | 3 нгу × 3 нгу × 1 тхыок  | земля на продажу                         |
| лэ (вьет. lẻ) или тхан (вьет. than)                              | 1,6 м³               |                                 | 1 нгу × 1 нгу × 1 тхыок  | 1 лэ (вьет. lẻ) очищенного риса; ≈ 0,1 л |
| тхынг (вьет. thưng) или тханг (вьет. thăng)                      | 2 л                  | 1000 шао                        |                          |                                          |
| дау (вьет. đấu)                                                  | 1 л                  | 2 бат = 5 кап                   |                          |                                          |
| бат (вьет. bát)                                                  | 0,5 л                |                                 |                          |                                          |
| кап (вьет. cáp)                                                  | 0,2 л                | 100 шао                         |                          |                                          |
| шао (вьет. sao, тьы-ном 抄), также разговорно ням (вьет. nhắm)   | 2 мл                 | 10 тоат                         |                          | зерно                                    |
| тоат (вьет. toát, тьы-ном 撮), также разговорно нён (вьет. nhón) | 0,2 мл               |                                 |                          | зерно                                    |

Дополнительно:
- 1 фыонг (вьет. phương) очищенного риса 13 тхангов (вьет. thăng) или 30 мисок (вьет. bát) в 1804[18];
- 1 вуонг (вьет. vuông) очищенного риса = 604 граммов[19];
- 1 фыонг, или выонг, или разговорная форма зя (вьет. giạ) = 38,5 л, однако иногда приводится соотношение 1 фыонг = ½ хок (вьет. hộc) или около 30 л;
- во время французского правления 1 зя равнялся 40 л очищенного риса, но 20 л некоторых других товаров[20]. Обычно на зя отмеряли рис и соль;
- 1 тук (вьет. túc) = 3⅓ микролитров[12];
- 1 уен (вьет. uyên) = 1 литр[21].

| Название            | Традиционная величина | Традиционный номинал | Использование   | Вес                                       |
| ------------------- | --------------------- | -------------------- | --------------- | ----------------------------------------- |
| хок (вьет. hộc)     | 26 тхангов            | 71,905 л             | неочищенный рис | 1 та (вьет. tạ) неочищенного риса = 68 кг |
| вуонг (вьет. vuông) | 13 тхангов            | 35,953 л, позже 40 л | очищенный рис   |                                           |
| тханг (вьет. thăng) |                       | 2,766 л              |                 |                                           |
| хьеп (вьет. hiệp)   | 0,1 тханга            | 0,276 л              |                 |                                           |
| тхыок (вьет. thược) | 0,01 тханга           | 0,0276 L             |                 |                                           |

Примечания:
- неочищенный рис меряют хоками, а очищенный — вуонгами, так как хок риса после очистки становится вуонгом.
- 1 хок неочищенного риса весит 1 та.

Прочие единицы:
тхунг (вьет. thùng, «ведро»)
В Кохинхине и Камбодже 1 тхунг = 20 л. Также встречается вариант названия тау (вьет. tau).

## Единицы веса
| Вьетнамский и тьы-ном                               | Традиционный номинал | Традиционное соотношение | Современный номинал | Современное соотношение |
| --------------------------------------------------- | -------------------- | ------------------------ | ------------------- | ----------------------- |
| тан (вьет. tấn, тьы-ном 擯)                         | 604,5 кг             | 10 та                    | тонна               | 10 та                   |
| куан (вьет. quân)                                   | 302,25 кг            | 5 та                     | 500 кг              | устарел                 |
| та (вьет. tạ, тьы-ном 榭)                           | 60,45 кг             | 10 йен                   | 100 кг              | 10 йен                  |
| бинь (вьет. bình)                                   | 30,225 кг            | 5 йен                    | 50 кг               | устарел                 |
| йен (вьет. yến)                                     | 6,045 кг             | 10 кэн                   | 10 кг               | 10 кэн                  |
| кан (вьет. cân, тьы-ном 斤)                         | 604,5 г              | 16 лангов                | 1 кг                | 10 лангов               |
| нэн (вьет. nén)                                     | 378 г                | 10 лангов                |                     |                         |
| ланг (вьет. lạng, тьы-ном 兩)                       | 37,8 г               | 10 донгов                | 100 г               |                         |
| донг (вьет. đồng, тьы-ном 钱) или тьен (вьет. tiền) | 3,78 г               | 10 фанов                 |                     |                         |
| фан (вьет. phân, тьы-ном 分)                        | 0,38 г               | 10 ли                    |                     |                         |
| ли (вьет. ly/li, тьы-ном 厘)                        | 37,8 мг              | 10 хао                   |                     |                         |
| хао (вьет. hào, тьы-ном 毫)                         | 3,8 мг               | 10 ти                    |                     |                         |
| ти (вьет. ti, тьы-ном 絲)                           | 0,4 мг               | 10 хот                   |                     |                         |
| хот (вьет. hốt, тьы-ном 忽)                         | 0,04 мг              | 10 ви                    |                     |                         |
| ви (вьет. vi, тьы-ном 微)                           | 0,004 мг             |                          |                     |                         |

Примечания:
- при измерении загрузки корабля тан равен 2,8317 или 1,1327 м³[25];
- кан («чаша весов») также называется кан та (вьет. cân ta, «наша чаша весов») для отделения от килограмма (вьет. cân tây, кан тай, «западная чаша весов»);
- величина нэн также может быть 375 г[25], но в том же источнике приведено конфликтующее значение ланга — 37,8 г. 375-граммовая величина нэна вписывается в систему измерений драгоценных металлов;
- донг также называется донг кан (вьет. đồng cân), чтобы отличать его от монеты[25];
- французская колониальная администрация назначила новые номиналы: нэн = 2 тхой (вьет. thoi) = 10 динь (вьет. đính) = 10 лыонг (вьет. lượng)[17].

Измерение драгоценных металлов:
- ланг (вьет. lạng), также кэй (вьет. cây) или лыонг (вьет. lượng), равен 10 ти (вьет. chỉ). 1 кэй (вьет. cây) = 37,50 г;
- 1 ти (вьет. chỉ) = 3,75 г.

Прочие единицы:
бинь (вьет. binh)
- в Аннаме биню соответствовал вес в 69 фунтов[26].

## Единицы времени
кань (вьет. canh, тьы-ном 更), чонг кань (вьет. trống canh)
равен 2 часам;
зё (вьет. giờ), зё донг хо (вьет. giờ đồng hồ), тьенг донг хо (вьет. tiếng đồng hồ)
равен 1 часу.

## Валюта
куан (вьет. quan)
тьен (вьет. tiền)
чинь (вьет. trinh)
донг (вьет. đồng)
хао (вьет. hào)
хао — 1/10 донга;
су (вьет. xu)
су — 1/10 хао.